# Nils Schmid

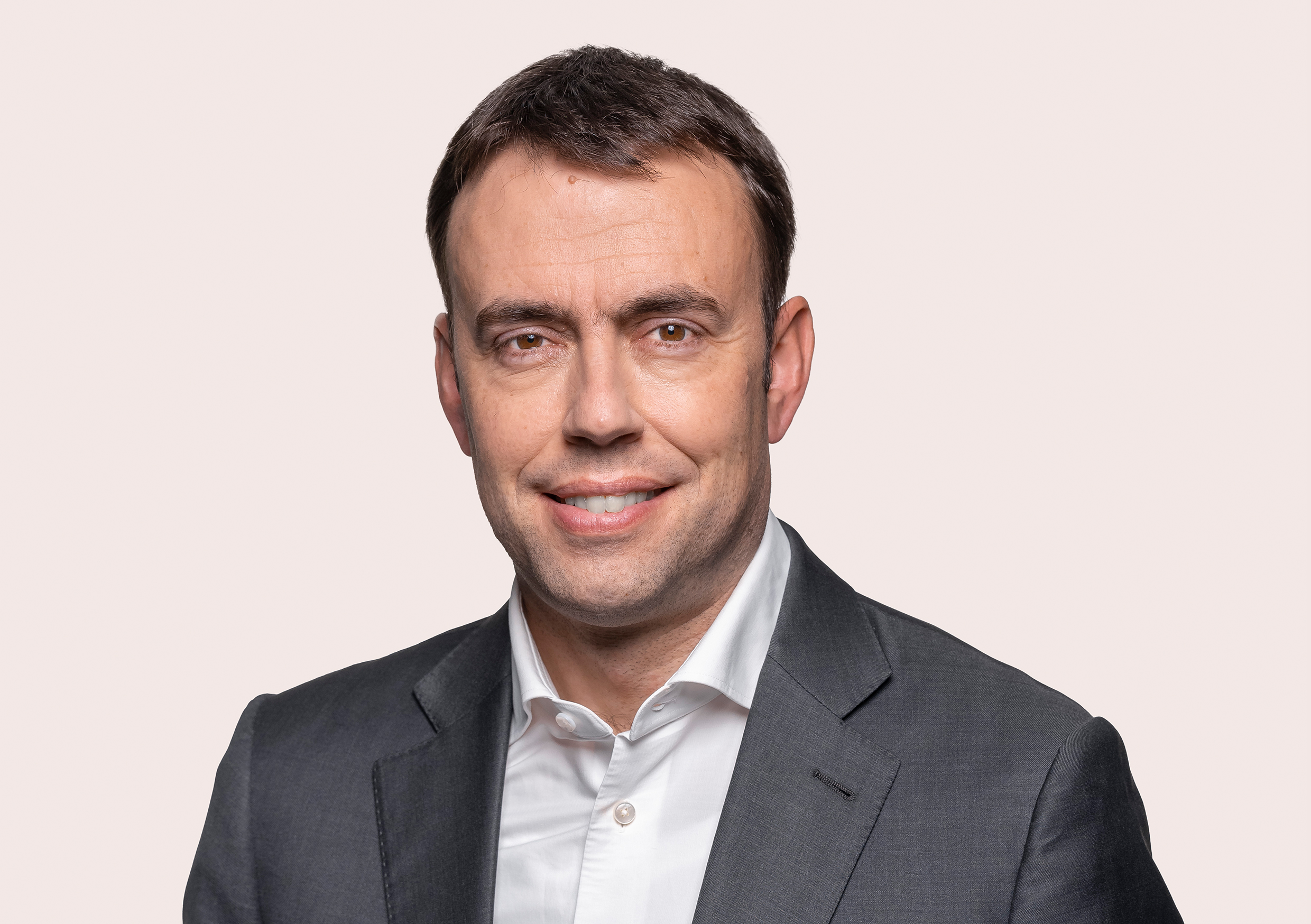
Nils Schmid (2021)

Nils Hermann Schmid (* 11. Juli 1973 in Trier) ist ein deutscher Politiker (SPD). Er ist seit 2017 Mitglied des Deutschen Bundestages und seit 2025 Parlamentarischer Staatssekretär beim Bundesminister der Verteidigung. Von 2009 bis 2016 war er Landesvorsitzender der SPD in Baden-Württemberg. Bei der Landtagswahl 2011 trat er als SPD-Spitzenkandidat im Wahlkreis Reutlingen an; seine Partei wurde drittstärkste Kraft. Im Kabinett Kretschmann I war er von 2011 bis 2016 Landesminister für Finanzen und Wirtschaft und Stellvertreter des Ministerpräsidenten.

## Ausbildung und Beruf
Nach dem Abitur im Jahr 1993 am Eduard-Spranger-Gymnasium in Filderstadt und seinem Zivildienst in einem Altenheim absolvierte Schmid ein Studium der Rechtswissenschaft an der Eberhard-Karls-Universität Tübingen, das er im Jahr 1999 mit dem ersten juristischen Staatsexamen beendete. Das anschließende Referendariat, während dessen er zeitweise bei dem Energieversorgungsunternehmen Energiedienst tätig war, beendete er 2001 mit dem zweiten juristischen Staatsexamen. 
Seitdem ist er als Rechtsanwalt zugelassen, die Tätigkeit ruht jedoch seit 2011. Im Jahr 2006 wurde er durch die Universität Tübingen mit einer Dissertation zum Thema Staatliches Liegenschaftsmanagement, Staatsverschuldung und Staatsvermögen bei Ferdinand Kirchhof mit der Note summa cum laude promoviert.

## Politische Tätigkeit

### Parteilaufbahn

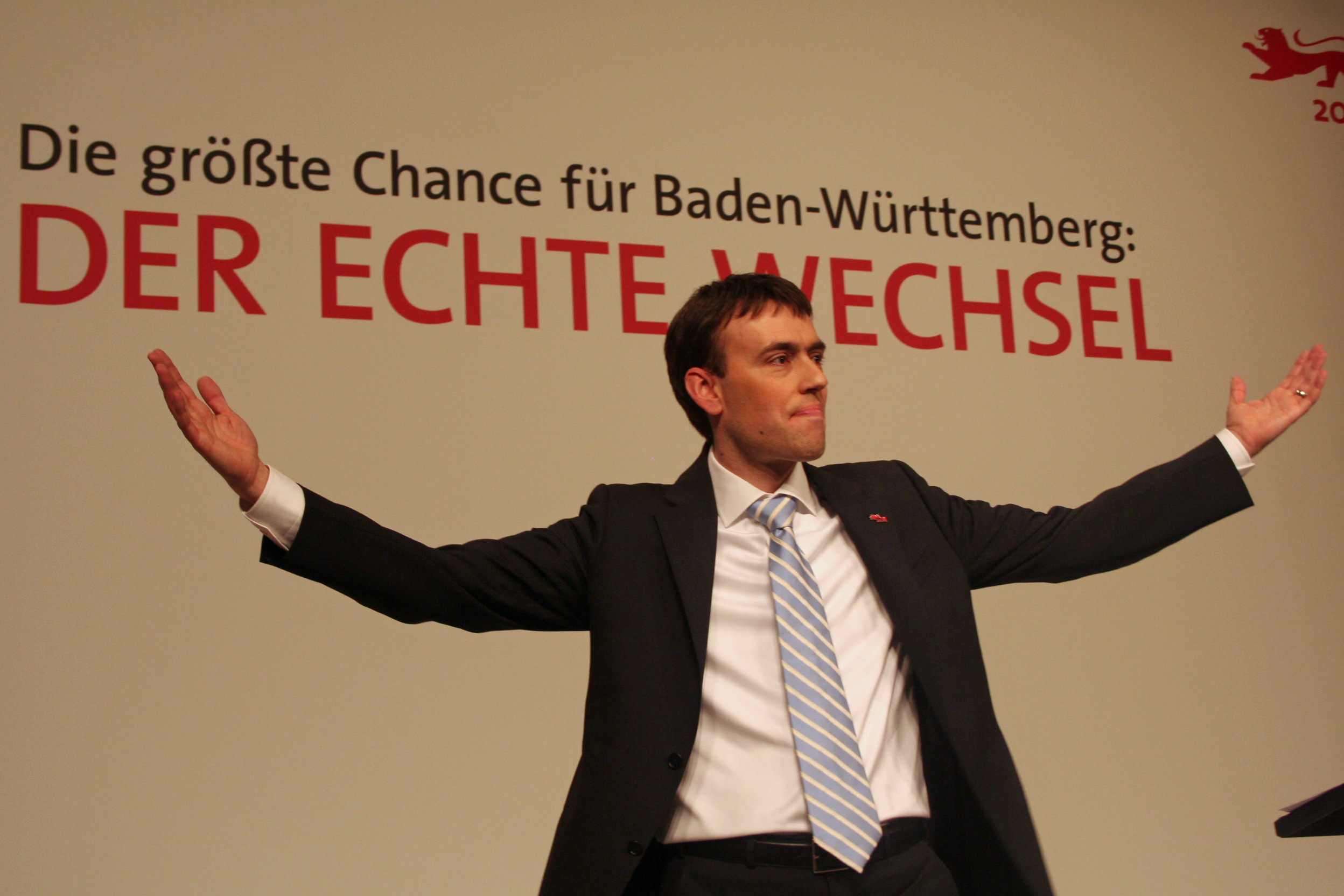
Nils Schmid auf dem SPD-Landesparteitag 2011

Seit dem Jahr 1991 ist Nils Schmid Mitglied der SPD. Er engagierte sich zunächst bei den Jusos und war von 1993 bis 1997 Juso-Kreisvorsitzender in Esslingen. Daneben war er in den Jahren 1996 bis 1998 stellvertretender Landesvorsitzender der Jusos in Baden-Württemberg. 1993 bis 2011 gehörte er dem SPD-Kreisvorstand Esslingen an und 1999 bis 2010 war er Vorsitzender des SPD-Ortsvereins Nürtingen.
Nachdem die damalige Landesvorsitzende der SPD Baden-Württemberg, Ute Vogt, von ihrem Amt als Vorsitzende der SPD-Landtagsfraktion zurückgetreten war, unterlag Schmid am 10. Januar 2008 in einer Kampfabstimmung um ihre Nachfolge in diesem Amt knapp (18 zu 20 Stimmen) gegen Claus Schmiedel. Im Jahr 2009 war er neben Schmiedel und Hilde Mattheis einer von drei Kandidaten für die Nachfolge von Ute Vogt als Vorsitzender des SPD-Landesverbands. Hierzu fand am 21. November 2009 eine Mitgliederbefragung in der SPD Baden-Württemberg statt. Bei einer Wahlbeteiligung von 47,35 % erhielt er in der Zweitauszählung unter Berücksichtigung der Zweitstimmen 56 % gegenüber 37 % für Hilde Mattheis. Bei den Erststimmen entfielen 46,2 % der Stimmen auf ihn, 29,1 % auf Hilde Mattheis und 22,8 % auf Claus Schmiedel. Daraufhin wurde Schmid auf dem Landesparteitag der SPD in Karlsruhe am 27. November 2009 mit 265 von 299 Stimmen der Delegierten (88,63 %) zum Landesvorsitzenden gewählt. Am 16. Oktober 2010 wurde Schmid auf dem Landesparteitag der SPD in Ulm mit über 92 % der Stimmen zum Spitzenkandidaten der SPD für die Landtagswahl 2011 und damit zum Herausforderer von Ministerpräsident Stefan Mappus gewählt. Mappus war im Februar 2010 Nachfolger des vorherigen Ministerpräsidenten Oettinger geworden, also noch nicht lange im Amt.
Am 4. Juni 2016 gab Schmid bekannt, seinen Posten als SPD-Landesvorsitzender bald zu räumen. Am 22. Oktober wurde Leni Breymaier zu seiner Nachfolgerin gewählt.

### Abgeordnetentätigkeit und öffentliche Ämter
Im Jahr 1997 rückte Schmid als Nachfolger von Werner Weinmann, der am 13. Februar 1997 nach einem Herzinfarkt verstarb, in den Landtag von Baden-Württemberg nach. Hier war er ab Juni 2001 finanzpolitischer Sprecher der SPD-Landtagsfraktion. Nach dem erneuten Einzug in den Landtag 2006 rückte er zum stellvertretenden Vorsitzenden der SPD-Landtagsfraktion auf. Nils Schmid ist in den Jahren 2001 und 2006 über ein Zweitmandat im Landtagswahlkreis Nürtingen in den Landtag eingezogen. Bei der Landtagswahl 2001 erreichte er hier 32,0 % der Stimmen, 2006 waren es 23,0 %. 2011 und 2016 kandidierte er im Landtagswahlkreis Reutlingen, wo er mit 24,7 % (2011) und 14,2 % (2016) der Stimmen wiederum ein Zweitmandat erreichte. Ab 2016 übte er die Funktion des kunstpolitischen Sprechers der SPD-Landtagsfraktion aus. Nach der Bundestagswahl 2017 legte er sein Landtagsmandat im Oktober 2017 nieder. Für ihn rückte Ramazan Selçuk nach.
Im Kabinett Kretschmann I übernahm Nils Schmid nach der Wahl von Winfried Kretschmann zum Ministerpräsidenten am 12. Mai 2011 die Rolle des stellvertretenden Regierungschefs und das Amt des Ministers für Finanzen und Wirtschaft. Schmid gilt als Urheber der Volksabstimmung über das Bahnprojekt Stuttgart 21, die er zur Bedingung für eine Koalition mit den Grünen machte. Weitere Forderungen aus dem Wahlprogramm der SPD, die Schmid in den Koalitionsverhandlungen durchsetzte, waren die Abschaffung der Studiengebühren, die Einführung von Gemeinschaftsschulen sowie die Schaffung eines eigenständigen Integrationsministeriums. Unmittelbar in seinem Ressort erfolgte die Einführung des Tariftreue- und Mindestlohngesetzes sowie ein Gesetz zum Bildungsurlaub. Um den Ausbau der Ganztagsbetreuung zu finanzieren, erhöhte Schmid die Grunderwerbsteuer um 1,5 Prozentpunkte. Im Zuge der Neuregelung der Erbschaftsteuer für Unternehmen forderte Schmid die Festsetzung der Untergrenze für die vom Bundesverfassungsgericht vorgegebene „Bedürfnisprüfung“ auf 100 Millionen €. Mit dem umfassenden „Unternehmenswert“ sollte ausgeschlossen werden, dass durch Aufsplittung auf viele Familienmitglieder Werte von mehreren Hundertmillionen oder gar Milliarden Euro ohne Nachweis der Bedürftigkeit erbschaftssteuerfrei übertragen werden können. Eine kontroverse Debatte löste Schmid aus, als er neue Schwerpunkte bei der Förderpolitik des Landes setzte und dabei Subventionen für Landwirtschaft und Tourismus zugunsten von Infrastruktur, Bildung und Betreuung kürzen wollte. Kritiker warfen ihm vor, damit den ländlichen Raum zu schwächen, während Befürworter die Notwendigkeit von Prioritätensetzungen im Zuge der Haushaltskonsolidierung sahen. Schmid selbst verwies darauf, es sei Konsens in der Koalition, dass die Frage des ländlichen Raumes eine Infrastrukturfrage sei.
Mit Schmid als Spitzenkandidat bei der Landtagswahl in Baden-Württemberg am 13. März 2016 erzielte die SPD mit 12,68 % ihr zum damaligen Zeitpunkt schlechtestes Wahlergebnis seit Bestehen des Bundeslandes, das jedoch bei der darauffolgenden Landtagswahl mit 11,02 % abermals unterboten wurde.
Zur Bundestagswahl 2017 trat Schmid als Kandidat der SPD im Wahlkreis Nürtingen an. Auf einer Mitgliedervollversammlung am 6. Dezember 2016 wurde er von 92,6 % der Mitglieder nominiert. In den Bundestag wurde er über die Landesliste der SPD gewählt. Im März 2018 ist Schmid zum außenpolitischen Sprecher seiner Fraktion gewählt worden. Zudem gehört er der Deutsch-Französischen Arbeitsgruppe zum Élysée-Vertrag an, die sich aus je neun Abgeordneten des Deutschen Bundestages und der französischen Nationalversammlung zusammensetzt, um ein „Deutsch-Französisches Parlamentsabkommen“ zu erarbeiten. Seit 2019 ist Nils Schmid Mitglied der Deutsch-Französischen Parlamentarischen Versammlung. Er ist Obmann des Auswärtigen Ausschusses und stellvertretendes Mitglied im Ausschuss für Verkehr und digitale Infrastruktur.
In seinem Wahlkreis etablierte Schmid gemeinsam mit der Friedrich-Ebert-Stiftung das „Gipfeltreffen“ auf der Burg Hohenneuffen, hier waren 2018 Klaus Wowereit und 2019 Michelle Müntefering zu Gast.
Bei der Bundestagswahl 2021 wurde er über Platz 2 der Landesliste erneut in den Deutschen Bundestag gewählt.
Im Zuge der Bildung des Kabinetts Merz wurde er am 6. Mai 2025 zum Parlamentarischen Staatssekretär bei dem Bundesminister der Verteidigung, Boris Pistorius (SPD), ernannt.

## Sonstige Ämter, Ehrungen und Auszeichnungen
Im Jahr 2003 war er Gründungsmitglied des Stiftungsrats der Werner-Weinmann-Stiftung, die vor allem Einrichtungen der Alten- sowie Kinder- und Jugendhilfe im Raum Nürtingen und Filder fördert. Im Januar 2019 übernahm er den ehrenamtlichen Vorstandsvorsitz der Stiftung. Seit 2003 ist er Mitglied des Kuratoriums der Kunststiftung Baden-Württemberg, bis 2011 und wieder seit 2016 als dessen Vorsitzender. Im Jahr 2004 wurde er in den Verwaltungsrat der Landesbank Baden-Württemberg berufen, aus dem er 2016 ausschied. Im Jahr 2006 wählten ihn die Mitglieder des Wilhelma-Fördervereins in den Vorstand; wegen seines Regierungsamtes ruhte dieses Mandat zwischen 2011 und 2016. In den Jahren 2007 bis 2011 und wieder seit 2016 ist er Mitglied des Kuratoriums der Akademie Schloss Solitude. Im Jahr 2008 wurde er Mitglied des Kuratoriums des Deutsch-Türkischen Forums Stuttgart. Seit 2011 ist er Ehrenmitglied der juristischen Vereinigung Phi Delta Phi. Mit Gründung der „Aktion Sterntaler“ 2012, die sich im Kreis Reutlingen für benachteiligte Kinder und Jugendliche einsetzt, war er bis 2017 Mitglied in deren Kuratorium. Ab 2016 war er Mitglied des Verwaltungsrats des Badischen Staatstheaters Karlsruhe sowie des Stiftungsrats des Zentrums für Kunst und Medien, Karlsruhe. In Zusammenhang mit seinem Bundestagsmandat und der Mitgliedschaft im Auswärtigen Ausschuss übernahm er eine Reihe von Mitgliedschaften und Ehrenämtern in Organisationen, die die Pflege der internationalen Zusammenarbeit zum Gegenstand haben.
2025 wurde ihm der Verdienstorden des Landes Baden-Württemberg verliehen.

## Familie und Privates
Schmids türkischstämmige Ehefrau Tülay brachte einen Sohn mit in die Ehe, außerdem hat das Paar eine gemeinsame Tochter. Schmid ist Anhänger des VfB Stuttgart. Er lebt in Reutlingen.